# Automatischer Arrest
Automatischer Arrest hieß nach dem Zweiten Weltkrieg eine Verhaftung bestimmter Personengruppen ohne Einzelprüfung.

## Kategorien
Anhand eines vom westalliierten Oberkommando SHAEF herausgegebenen Arrest Categories Handbook konnten in den drei Westzonen Besatzungsoffiziere entscheiden, ob jemand interniert werden sollte. Nach diesem Handbuch sollten interniert werden:
- A) Die deutschen Geheimdienste: das Personal des Reichssicherheitshauptamtes (RSHA), der Geheimen Feldpolizei und des Reichssicherheitsdienstes
- B) Die Sicherheitspolizei, Gestapo und Grenzpolizei ab dem Rang eines Kriminalsekretärs
- C) Höhere Polizeibeamte, Regierungspräsidenten, Landräte, Höhere SS- und Polizeiführer
- D) Kriminalpolizei, Ordnungspolizei und spezialisierte Polizeikräfte ab dem Rang eines Oberstleutnants bzw. Oberregierungs- und Kriminalrats oder mit einem SS-Offiziersdienstgrad
- E) Führer und Offiziere der paramilitärischen Organisationen: Waffen-SS, Allgemeine SS, Sturmabteilungen (SA), Hitlerjugend, Nationalsozialistisches Kraftfahrkorps (NSKK), Nationalsozialistisches Fliegerkorps (NSFK), Reichsarbeitsdienst (RAD), Bund Deutscher Mädel
- F) Beamte der NSDAP („Nazi Party Officials“): Verwaltungsbeamte ab Kreisebene, Ortsgruppenleiter und deren Stellvertreter, Parteimitglieder ab Abschnittsleiter, das Ausbildungspersonal der Ordensburgen, Schulungsburgen, Adolf-Hitler-Schulen und der Napolas, alle Nationalsozialistischen Führungsoffiziere
- G) Staatsbeamte: Angehörige des höheren Dienstes, die seit dem 1. März 1939 berufen worden waren, Staatsbeamte ab dem Rang eines Ministerialrates unabhängig vom Einstellungsdatum

## Geschichte
Die präventive Verhaftung potentiell gefährlicher NS-Aktivisten sollte in erster Linie die Aktivität und Verbreitung einer NS-Untergrundbewegung verhindern; die Internierung mutmaßlicher Kriegsverbrecher schuf zugleich die Voraussetzung für eine Strafverfolgung durch die Justiz. Von den Briten wurden im ersten Jahr der Besetzung etwa 65.000 Personen verhaftet, weil sie in eine der Kategorien des automatischen Arrests fielen. Viele hohe Funktionsträger blieben allerdings mit Billigung der Briten weiter in ihren Ämtern, beispielsweise die Landräte von Münster oder Coesfeld, in einigen Fällen wurden kaum Belastete aufgrund von Denunziationen interniert. Wer von den Briten im Zuge des automatischen Arrests verhaftet wurde, kam in der Regel in eines der Internierungslager (Civil Internment Camp), beispielsweise das Internierungslager Neuengamme. Nur im Kriegsgefangenenlager Rheinberg am Niederrhein befanden sich auch Kriegsgefangene, aus Welda und danach aus Koblenz-Lützel. Rheinberg war das erste Rheinwiesenlager, das die Amerikaner noch vor Kriegsende eingerichtet und den Briten im Juni übergeben hatten.
Während die Briten viele Kriegsgefangene unter Aufsicht ihrer alten Offiziere in Schleswig-Holstein in Freiheit beließen, hatten die Amerikaner riesige Lager errichtet, in denen Zivilisten zusammen mit Soldaten regelrecht eingepfercht wurden. Die amerikanische Militärregierung schätzte die Zahl der von ihr bis Ende Juli 1945 verhafteten Personen auf rund 80.000. Insgesamt wurden in den drei westlichen Besatzungszonen rund 182.000 Personen interniert, von denen 86.000 bis zum 1. Januar 1947 aus den Lagern entlassen wurden.
Die Regelungen des automatischen Arrestes wurden zum 1. September 1945 gelockert, da sich herausgestellt hatte, dass es weder eine organisierte Widerstandsbewegung gegen die Besatzungsmächte noch bewaffneten Widerstand seitens der Deutschen gab. Fortan war für die meisten Personengruppen nicht mehr ein „automatischer Arrest“, sondern eine „automatische Überprüfung“ verpflichtend. Dabei war als Internierungsgrund nicht länger die bloße Zugehörigkeit einer Person zu einer Kategorie hinreichend. Stattdessen erfolgte nun eine individuelle Untersuchung. Die Internierung war nur noch dann vorgesehen, wenn die jeweilige Person die öffentliche Sicherheit zu gefährden drohte.
Diese Lockerung der Bestimmungen wurde sukzessive auch auf die bereits Internierten angewandt. Eine weitere Lockerung erfolgte im März 1946. Bis zum 31. März 1946, ein Jahr nach der Besetzung, war fast ein Drittel der Internierten, darunter zahlreiche versehentlich Internierte, wieder entlassen worden.